# Wolfgang Butzkamm
Wolfgang Butzkamm (* 11. November 1938 in Hagen) ist emeritierter Professor für englische Sprache und ihre Didaktik an der RWTH Aachen.

## Leben
Nach seinem Studium in Marburg, Münster, Dortmund und Appleton war er zunächst Lehrer für Deutsch als Fremdsprache als „German assistant“ an einer Schule in London. Nach seinem Referendariat wurde er Studienrat am Gymnasium Gevelsberg, später an der Gesamtschule Kamen. 1974 erhielt er einen Ruf an die Päd. Hochschule Rheinland, Abteilung Aachen, und ist seit 1989 an der RWTH Aachen. Seit 2003 ist er emeritiert.

## Modell der aufgeklärten Einsprachigkeit
Butzkamm ist Begründer der aufgeklärten Einsprachigkeit (oder funktionalen Fremdsprachigkeit), über die er seit 1973 Forschungsaufsätze und -monographien veröffentlicht (zuletzt in einem 2009 mit Caldwell veröffentlichten Buch; siehe auch Liste der wichtigsten Veröffentlichungen).

### Grundprinzipien
Das Modell beinhaltet, dass die Fremdsprache als Verkehrssprache des Unterrichts durchgesetzt werden soll, zugleich die Mithilfe der Muttersprache unverzichtbar sei. Da Sprachen in erster Linie aus dem Gebrauch heraus erworben werden, gilt die Fremdsprache selbst als das wichtigste Mittel zu ihrem Erwerb. Sie ist das Ziel und auch der Weg zum Ziel. Dabei wirken aber die Muttersprache und mit ihr entwickelte Fähigkeiten und Fertigkeiten immer schon unaufgefordert mit, und sie sollten darüber hinaus auch methodisch explizit eingesetzt werden, so unter anderem mittels der „Sandwich-Technik“ bei der Neueinführung von fremdsprachlichen Redemitteln und Konstruktionen, und zwar nach folgendem Muster: (1) neues fremdsprachliches Element – (2) idiomatische, sprechübliche Übersetzung (leiser, etwa in der Art des Beiseite-Sprechens) – (3) nochmalige Nennung des fremdsprachlichen Elements:
Englisch-Lehrer vor deutschen Lernern: How did you make out? – Wie bist du zurechtgekommen? – How did you make out?
Außerdem können im Zusammenspiel von idiomatischer und wörtlicher Übersetzung, für die Butzkamm den Ausdruck muttersprachliche Spiegelung (mother tongue mirroring) gebraucht, grammatische Probleme auf Anhieb gelöst werden.

### Beispiele
Anglophonen können deutsche Konstruktionen (soweit sie diese nicht aufgrund des Vorwissens oder der Sprachverwandtschaft auf Anhieb durchschauen) wie folgt klargemacht werden, im Prinzip ohne weitere grammatische Erklärungen:
- Wir müssen Brot kaufen = We must buy bread = *We must bread buy
- …weil wir Brot kaufen müssen = …because we must buy bread = *because we bread buy must
- Wenn es sein muss = If it must be = *If it be must

Chinesische Strukturen können deutschen Lernern wie folgt vermittelt werden:
- Nǐ hǎo = Hallo / Guten Tag = *Du gut.
- měigèrén dōu dǒng yīngyǔ = Jeder versteht Englisch = *jeder alle verstehen Englisch.
- Shànghǎi bǐ Běijīng dà = Shanghai ist größer als Beijing. = *Shanghai bǐ (=als/vergleich) Beijing groß.

Im Gegensatz zu Krashens „comprehensible input“ ist für Butzkamm dieses doppelte Verstehen die Grundbedingung jeden Spracherwerbs: Der Lerner muss sowohl verstehen, was gemeint ist (functional understanding / decoding), aber auch verstehen, wie es gesagt ist (structural understanding / codebreaking). Denn nur so können die Lerner nach vorgefundenem, verstandenem Muster eigene Sätze bilden (generatives Prinzip/generative principle). Sie können nun auf Chinesisch Sätze riskieren wie „Rom ist älter als Berlin“ oder „Mozart ist bekannter als Schumann“, indem sie sich an das obige Muster halten: *Rom vergleichen Berlin alt / *Mozart vergleichen Schumann bekannt. Die Rolle der Muttersprache im Fremdsprachenunterricht muss folglich neu gedacht werden. Richtig eingesetzt, ist sie der größte Aktivposten des Fremdsprachenlerners und Wegbereiter für alle weiteren Sprachen.

### Theoretischer Hintergrund
Die in der Erstsprache heranreifende und sich entwickelnde Sprachlichkeit des Menschen bildet das Fundament für alles weitere Sprachenlernen:
- Wir haben in der Muttersprache und durch sie die Welt auf den Begriff gebracht und denken gelernt.
- Wir haben in der Muttersprache und durch sie kommunizieren gelernt. Das Schulkind bringt eine praktisch von Geburt an geübte kommunikative Kompetenz und eine damit verbundene Weltklugheit mit. Zu lernen wären in erster Linie die fremdsprachlichen Ausdrucksweisen, damit die schon vorhandene Kompetenz in Aktion treten kann, nicht diese selbst.
- Wir haben in der Muttersprache und durch sie eine grammatische Grundordnung intuitiv zu erfassen gelernt. Die Muttersprache stößt das Tor zu allen Grammatiken auf, insofern wir fremdsprachige Konstruktionen verstehen und muttersprachlich abbilden können.
- Zugleich sind anhand der Muttersprache Sprech- und Schreibmotorik vorgebildet und wir können lesen.

Im Grunde lernen wir gemäß Butzkamm Sprache nur einmal, als Kind.
Aufgeklärte Einsprachigkeit bedeutet, diese muttersprachlichen Vorleistungen durch verschiedene zweisprachige Lehrtechniken (neben den einsprachigen) auszunutzen. Damit wird nach Butzkamm die Durchsetzung der Fremdsprache in ihrer Funktion als den Unterricht tragende Arbeitssprache nicht gefährdet, sondern im Gegenteil sogar erleichtert. Auch im bilingualen Sachfachunterricht müsse die Muttersprache geschickt eingeschleust werden.
Die Theorie der aufgeklärten Einsprachigkeit entstand als Reaktion auf das nach Butzkamm unökonomischere, ineffektivere und zu weit getriebene Prinzip der Einsprachigkeit bzw. der direkten Methode. Mit der Neubewertung der Muttersprache würden nach Butzkamm Theorie und Praxis der Fremdsprachenmethodik wieder vom Kopf auf die Füße gestellt. Dieser Meinung schließen sich Hall & Cook in ihrem Forschungsüberblick zur Rolle der Eigensprache im Fremdsprachenunterricht an: “The way is open for a major paradigm shift in language teaching and learning.”

## Veröffentlichungen
- 1973: Aufgeklärte Einsprachigkeit: Zur Entdogmatisierung der Methode im Fremdsprachenunterricht. Quelle & Meyer, Heidelberg (2. Auflage 1978)
- 1989: Psycholinguistik des Fremdsprachenunterrichts: Von der Muttersprache zur Fremdsprache. Francke, Tübingen/Basel (3., neu bearb. Auflage 2002)
- 1998: Code-Switching in a Bilingual History Lesson: the Mother tongue as a Conversational lubricant. In: International Journal of Bilingual Education and Bilingualism, 1.2, S. 81–99.
- 1999 (mit Jürgen Butzkamm): Wie Kinder sprechen lernen: Kindliche Entwicklung und die Sprachlichkeit des Menschen. Francke, Tübingen/Basel (2., vollständig neu bearb. Auflage 2004)
- 2000: Generative principle. In: Michael Byram (Hrsg.): Routledge Encyclopedia of Language Teaching and Learning. Routledge, London / New York, S. 232–234.
- 2003: We only learn language once: The role of the mother tongue in FL classrooms - death of a dogma. In: Language Learning Journal, 28, S. 29–39.
- 2004: Lust zum Lehren, Lust zum Lernen: Eine neue Methodik für den Fremdsprachenunterricht. Francke, Tübingen/Basel (2., verbess. Auflage 2007)
- 2005: Der Lehrer ist unsere Chance. Geisler, Essen.
- 2009 (mit John A.W. Caldwell): The Bilingual Reform: A Paradigm Shift in Foreign Language Teaching. Narr, Tübingen.
- 2011: Why make them crawl if they can walk. Teaching with mother tongue support. In: RELC Journal, 42.3, S. 379–391.